# Henryk Szalecki
Henryk Jan Szalecki (ur. 25 lutego 1933 w Zabrzu, zm. 6 grudnia 2006) – polski piłkarz.
Szalecki był wychowankiem Zjednoczenia Zabrze. W 1948 roku został zawodnikiem Górnika Zabrze, z którym dwukrotnie zdobył mistrzostwo Polski (1957, 1959). W latach 1961–1964 grał dla ROW-u Rybnik.